# Hợp chúng quốc Trung Hoa
Hợp chúng quốc Trung Hoa (giản thể: 中华合众国; phồn thể: 中華合眾國; bính âm: Zhōnghuá Hézhòngguó) là khái niệm chính trị do Trần Quýnh Minh nghĩ ra lần đầu tiên vào đầu thập niên 1920 về một nước Trung Quốc được liên bang hóa theo mô hình gần giống với Hợp chúng quốc Hoa Kỳ. Xuất phát từ thực tế chính trị, xã hội và ngôn ngữ của Trung Quốc dưới thời quân phiệt, Trần Quýnh Minh tin rằng cách tiếp cận theo chủ nghĩa liên bang là cách khả thi duy nhất để cuối cùng lập nên một nước cộng hòa dân chủ, thống nhất. Bắt đầu với Quảng Đông làm thành tiểu bang kiểu mẫu, ông muốn tổ chức một "Hợp chúng quốc Trung Hoa theo cách thức từ kinh nghiệm của người Mỹ" thông qua đàm phán với những người theo chủ nghĩa liên bang từ khắp mọi miền đất nước.
Sự ra đời của các Đặc khu kinh tế từ thập niên 1980 đã dẫn đến sự phát triển của một số nền kinh tế khu vực riêng biệt bên trong nước Cộng hòa Nhân dân Trung Hoa, chẳng hạn như Đồng bằng Châu Giang, Đồng bằng Trường Giang và Vành đai kinh tế Bột Hải. Một số khu vực này có quy mô nền kinh tế của các quốc gia phát triển nhỏ. Một số học giả sử dụng thuật ngữ Hợp chúng quốc Trung Hoa lập luận rằng trong tiến trình cải cách kinh tế Trung Quốc, Cộng hòa Nhân dân Trung Hoa đã phát triển thành một quốc gia liên bang trên thực tế, qua đó các khu vực kinh tế này có toàn quyền quyết định thực hiện các mục tiêu chính sách do chính quyền trung ương của Trung Quốc đặt ra và các tỉnh, địa phương nào tích cực cạnh tranh với nhau để cùng tiến bước về mặt kinh tế.